# 雙輪車
双轮车（英語：Bicycle）是自行车当中最为常见的一种。现代双轮车一般为单轨，由人力或机动辅助、踏板驱动，两个车轮并列安装在车架上，一个在前另一个在后。
现代意义上的双轮车于19世纪首次出现在欧洲。至21世纪初期，雙輪車的数量已超过10亿辆，以至于其数量比汽车总数还要多。双轮车交通是许多地区的主要运输方式，也是一种流行的娱乐方式。双轮车也因此常被改造成各式儿童玩具。双轮车可用于健身、军事和警事用途，以及快递服务、自行车比赛与花样骑行等。
自1885年左右第一种链式传动模式的诞生以来，典型的直立式或“安全”式双轮车的基本形状和配置几乎没有发生过改变。但许多细节设计已经得到改进，尤其是自从现代材料和计算机辅助设计的出现以来。这些使得多种自行车专用设计得以蓬勃发展。在21世纪，电动双轮车已变得十分流行。
双轮车的发明无论是在文化方面还是在推进现代工业式方法方面都对社会产生了巨大的影响。在汽车的发展中发挥关键作用的几个部件最初都是为自行车发明的，包括滚珠轴承、充气轮胎、链条传动链轮以及张紧辐条轮等。

### 引用
1. 1 2  Koeppel, Dan. . Bicycling. Vol. 48 no. 1 (Rodale). January–February 2007: 60–66  [28 January 2012]. ISSN 0006-2073.
2. ↑  . The Economist. 20 April 2011.
3. ↑  Squatriglia, Chuck. . Wired. 23 May 2008  [31 October 2010].
4. ↑  American Motorcyclist Association. . American Motorcyclist (Westerville, OH). May 2006: 24  [31 October 2010]. ISSN 0277-9358.
5. ↑  . Australian Broadcasting Corporation News Online. 18 February 2010.
6. ↑  Herlihy 2004，第200–50頁.
7. ↑  Herlihy 2004，第266–71頁.
8. ↑  Herlihy 2004，第280頁.
9. ↑  Heitmann, J. A. The Automobile and American Life. McFarland, 2009, ISBN 0-7864-4013-9, pp. 11ff

## 拓展阅读
- Glaskin, Max. . Chicago: University of Chicago Press. 2013. ISBN 978-0-226-92187-7.